# Kenjiro Yoshigasaki
Kenjiro Yoshigasaki (吉ヶ崎健二郎; Kagoshima, 1951. – Bruxelles, 13. veljače 2021.), japanski majstor borilačkih vještina. Izravni je učenik Koichija Toheija. Od 1973. do 2001. godine je podučavao ki aikido. Od 2001. godine njegovo učenje u filozofiji i tehnici aikida je postalo u potpunosti različito od učenja Koichija Toheija, pa je zbog toga, za aikidoke koje ga slijede, postao doshu. 

## Životopis
Kenjiro Yoshigasaki je rođen 1951. godine Kagoshimi. Počeo je vježbati jogu s deset godina, i aikido sa 17. Također je proučavao i mnoge druge borilačke vještine, kao i Zen-budizam, šintoizam, kršćanstvo i islam. Godinu 1971. proveo je u Indiju baveći se jogom. Godine 1973. godine postao je instruktor aikida u Ki No Kenyukai Koichija Toheija. Yoshigasaki je kao mladića Stevena Seagala dočekao u Japanu, osigurao mu smještaj i podučavao u aikidu. Kod njega je Seagal položio 2. Dan.
Godine 1977. došao je u Europu kao glavni instruktor Ki No Kenyukai. Godina 1978. je datum kada je Koichi Tohei održao svoj prvi seminar u Europi, uz pomoć Kenjira Yoshigasakija. Važan datum jer je to bio početak razvoja mnogih dojoa širom starog kontinenta. Od tada je Yoshigasaki bio u SAD-u, Južnoj Americi i Južnoj Africi podučavajući ki aikido. Od 1996. dolazi redovito u Zadar i Zagreb. Violinist Yehudi Menuhin čuo je za Ki aikido i zamolio Yoshigasakija da mu pomogne u promoviranju kulture i harmonije. Video The Beginner snimljen je 1996. godine, u kojem Menuhin prisustvuje Yoshigasakijevom aikido treningu.  
Opremljen vrhunskom sposobnošću interpretacije, Yoshigasaki je uspio je prevesti na jednostavan jezik i didatktički objasniti bogato učenje Koichija Toheija. Čak i u kasnijim godinama kada je Tohei obolio i nije se mogao kretati, a nastavio je podučavati iz stolice, ne mogavši demonstrirati dovoljno objašnjenja pokretima svojih tijela tehnike ili predložene koncepte.
Učenje Koichija Toheija, temeljilo se na konceptu jedne točke: u pojmovima razumljivim čak i zapadnjacima, koncepta "hara", koji je vitalno središte čovjeka smješteno (prema drevnom vjerovanju) u donji dio trbuha, odmah ispod pupka. Iz toga je uslijedilo niz "propisa" koji su aikidokama pomogali da poboljšaju i razvijaju svoj Ki (životnu energiju). Yoshigasaki je postupno napustio ovaj pristup da bi prešao na učenje temeljeno na konceptu "linije", zauzimajući japanski koncept koji se nalazi u umjetnosti masaže.
Kako je njegovo učenje po filozofiji i tehnici potpuno različito od aikida Koichi Toheija, za aikidoke koje ga slijede je postao doshu (čuvar puta). On je i sam rekao da njegovo učenje zadnjih 20 godina nema nikakve veze s učenjem Koichi Toheija. Ništa nije preuzeo niti kopirao iz ki aikida, već je iz korijena sve promijenio. Može se naslutiti da su pokreti slični, ali pristup, odnosno filozofija koja stoji iza tih pokreta je potpuno različita. 
Budući da je učitelj četrdeset godina s preko 20.000 učenika širom svijeta, Yoshigasaki je sve jasnije razvio put za "način života", pri tome poštujući izvorne motivacije i pretpostavke koje je dao Morihei Ueshiba za način sklada i mira. Iz proučavanja tehnika aikida, tumačeći ih kao trenutak odnosa, a ne kao trenutak sukoba, otkrio je introspektivniji put, koristeći također tehnike i vježbe borilačke i meditativne japanske tradicije. Njegov aikido privukao je ljude različitih profesija.  
Kenjiro Yoshigasaki je do 2001. godine bio član Ki No Kenyukai. Koichi Tohei ga je mnogo cijenio, a bio mu je vrlo značajan pri organizaciji europskih seminara 1980-tih godina. No, kada je Koichi Tohei prestao podučavati 2001. godine, Yoshigasaki je dobio ponudu da preuzme vođenje asocijacije od supruge Koichija Toheija uz uvjet da kada njen sin Shinichi Tohei napuni 18 godina, sin će preuzeti vođenje asocijacije. Kenjiro Yoshigasaki je uljudno to odbio i 2003. godine osnovao svoju asocijaciju Ki No Kenyukai Association International. Članovi ove asocijacije su uglavnom europski klubovi. Ima oko 4.000 članova i preko stotinu dojo-a u Austriji, Švicarskoj, Belgiji, Njemačkoj, Španjolskoj, Finskoj, Francuskoj, Hrvatskoj, Srbiji, Mađarskoj, Italiji, Nizozemskoj, Poljskoj, Švedskoj, Sloveniji, Južnoj Africi i u Velikoj Britaniji. Godine 2005. godine Yoshigasaki je za dvadesetak učenika iz Europe organizirao izlet u Japan pod nazivom Kulturni izlet u Japan, gdje je svoje učenike pobliže upoznao s tradicionalnim životom i kulturom u Japanu. Živio je u Bruxellesu, odakle je često putovao na seminare koje je držao širom svijeta.
Preminuo je Bruxellesu, 13. veljače 2021. godine, 

## Djela

### DVD-ovi
- All of Aikido 1-5 (1999. – 2001.)

### Knjige
- Unutarnje putovanje stranca (Zagreb, 2002.); originalni naslov: Inner Voyage of a Stranger
- Sav taj aikido 1. dio (Zagreb, 2012.); originalni naslov: All of Aikido, Vol. 1
- Sav taj aikido 2. dio (Zagreb, 2015.); originalni naslov: All of Aikido, Vol. 2

## Vanjske povezice
- Kenjiro Yoshigasaki